# Atentado a Skai TV
El atentado de Skai TV fue un atentado contra las instalaciones que albergan a la cadena televisiva Skai TV y el periódico de Kathimerini, que tuvo lugar la madrugada del 17 de diciembre de 2018 en el distrito de Nuevo Falerom, Grecia.
El Grupo de Luchadores Populares se adjudico el atentado en un comunicado el 9 de enero del año siguiente, señalando a los medios de comunicación de ser útiles al poder político.

## Trasfondo
Grecia ha experimentado una serie de ataques por parte de guerrillas izquierdistas y anarquistas durante más de cuarenta años. Dos de los notorios grupos terroristas, la Organización Revolucionaria 17 de Noviembre (17N) y Lucha Popular Revolucionaria (ELA). En los últimos años se han producido varios ataques con explosivos y armas de fuego contra instituciones gubernamentales griegas, centros comerciales, bancos, oficinas de medios, locales diplomáticos y cuarteles de policía.

## Ataque

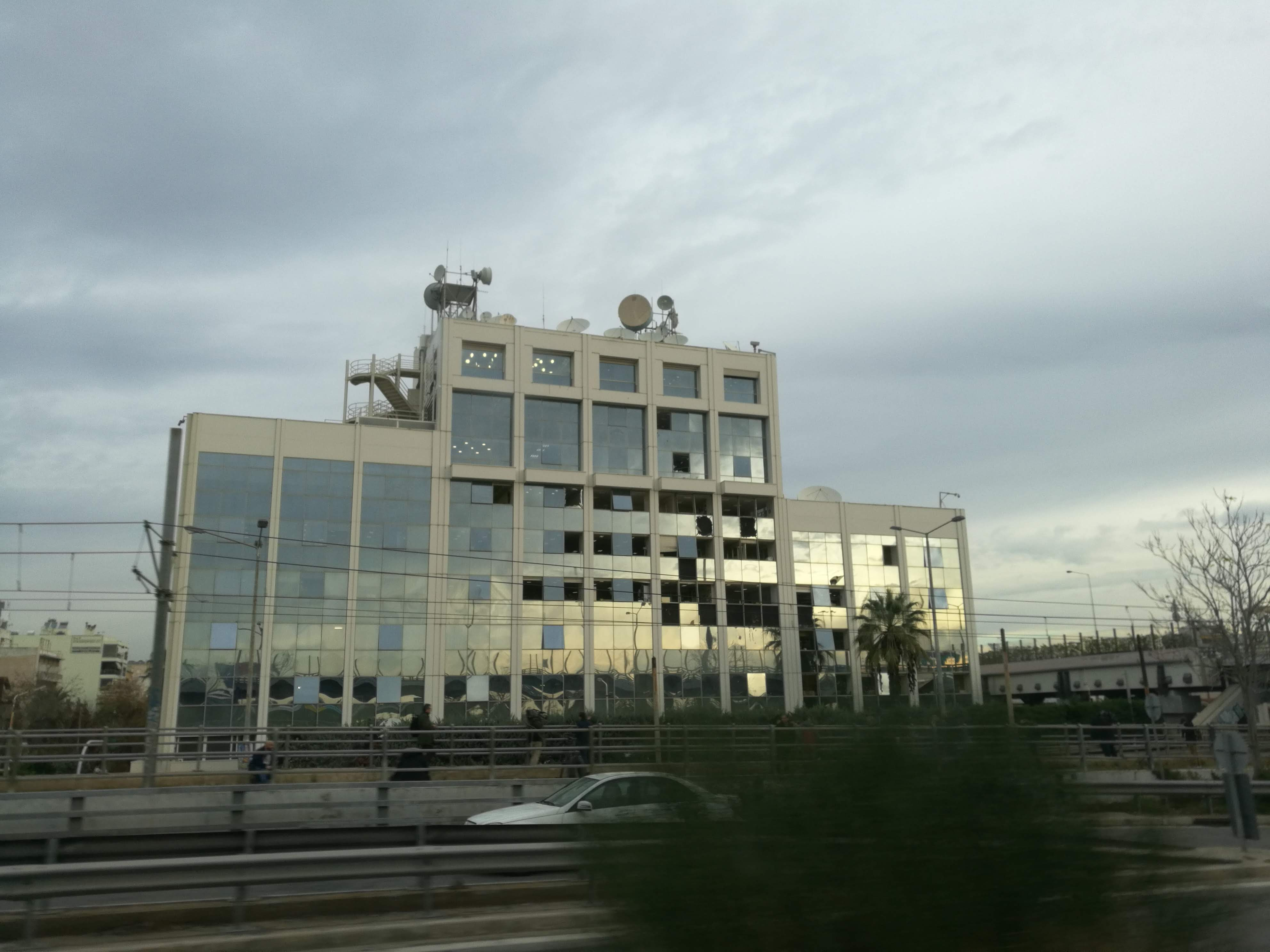
Edificio de Skai TV seis horas después del atentado

Aproximadamente a las 2:35, un desconocido abandono un explosivo casero en las instalaciones de Skai TV, momentos antes de que los atacantes realizaran un par de llamadas a dos empresas de medios. La bomba exploto minutos después de efectuarse las llamadas de advertencia, 45 minutos después de las llamadas de advertencia , y gracias a estas llamadas fue la razón por la que no hubo perdidas humanas, dijeron las autoridades.
Horas más tarde del ataque, Reporteros Sin Fronteras y el gobierno griego condenaron el ataque y dijo que fue “un ataque de fuerzas cobardes y oscuras contra la democracia misma”. El 9 de enero, la OLA reivindicó el ataque contra Skai TV y acusó a los medios de ser una herramienta para fortalecer el "podrido sistema económico y político".